# 綠島天螺
綠島天螺（学名：Diala polymorpha）为天螺科天螺屬下的一个种。

## 外部連結
- 維基物種上的相關：綠島天螺